# حركة أوكربلوم
حركة أوكربلوم (بالفنلندية: Åkerblom-liike) حركة إنجيلية توصف عادة بأنها طائفة نشطت في فنلندا بين أواخر العقد الثاني وبداية الثالث من القرن العشرين . كان أكثر نشاط الحركة في بوهيانما الناطقة بالسويدية، لكنها اجتذبت أناساً في جنوب فنلندا أيضاً . تزعمت الحركة فتاة شابة تدعى ماريا أوكربلوم من قرية سنابرتونا في أوسيما.
نشأت الطائفة في سنابرتونا في عام 1917 ، عندما زعمت بأن ماريا أوكربلوم ذات الإثني عشر عاماً قد تلقت نبوءات من الله. أصبيت أوكربلوم بالمرض، ولما سقطت نائمة، بدأت التبشير. ألقت خطبها في نشوة. هذا حدث عدة مرات، صارت أوكربلوم مشهورة . و باتت الخدمات وعظات أوكربلوم شعبية أكثر فأكثر وانتشرت سمعتها في جميع أنحاء فنلندا. بدأت السفر في أرجاء البلاد واعظةً.
اجتذبت خطب أوكربلوم معظم الناس في الأجزاء الشمالية من بوهيانما، لا سيما في منطقة كوكولا و قرية تيريارفي. في البداية لم تحدث أية مشاكل لما بدأت الحركة بالانتشار بالمنطقة. لاحقاً، على الرغم من اتهام أعضاء الحركة بارتكاب جرائم مختلفة، على سبيل المثال إطلاق النار على شرطي والسرقة والعنف الجسدي.
تنامت حركة في أوائل العشرينات، رغم كل الاتهامات الموجهة ضدها. قرر قادة الحركة أنه ينبغي جميع الأعضاء بيع جميع ممتلكاتهم وإعطائها للطائفة. كانت الحركة تهدف إلى الانتقال إلى الأراضي المقدسة .
إلا أن حركة أوكربلوم لم تستمر لتحقيق ذلك . فقد في انهار العشرينات بسبب كل الاتهامات والمحاكمات التي مرت بها. ظل بعض الأعضاء بالقرب من ماريا أوكربلوم، ولكن الغالبية العظمى عادت إلى حياتها الطبيعية.